# Істґаг-е Куг-Панк
Істґаг-е Куг-Панк (перс. ايستگاه كوه پنك) — село в Ірані, у дегестані Таразнагід, у Центральному бахші, шагрестані Саве остану Марказі. За даними перепису 2006 року, його населення становило 8 осіб, що проживали у складі 7 сімей.

## Клімат
Середня річна температура становить 18,07 °C, середня максимальна – 37,18 °C, а середня мінімальна – -3,30 °C. Середня річна кількість опадів – 230 мм.
| Клімат поселення                              | Клімат поселення | Клімат поселення | Клімат поселення | Клімат поселення | Клімат поселення | Клімат поселення | Клімат поселення | Клімат поселення | Клімат поселення | Клімат поселення | Клімат поселення | Клімат поселення | Клімат поселення |
| Показник                                      | Січ.             | Лют.             | Бер.             | Квіт.            | Трав.            | Черв.            | Лип.             | Серп.            | Вер.             | Жовт.            | Лист.            | Груд.            |                  |
| Середній максимум, °C                         | 12,76            | 14,86            | 18,86            | 25,75            | 30,85            | 35,93            | 37,18            | 36,54            | 32,68            | 25,60            | 18,47            | 13,00            |                  |
| Середня температура, °C                       | 4,72             | 6,84             | 10,84            | 17,72            | 22,84            | 27,90            | 30,92            | 30,27            | 26,41            | 19,35            | 12,20            | 6,74             |                  |
| Середній мінімум, °C                          | −3,3             | −1,17            | 2,82             | 9,70             | 14,80            | 19,89            | 24,67            | 24,01            | 20,16            | 13,09            | 5,95             | 0,47             |                  |
| Норма опадів, мм                              | 36               | 33               | 41               | 26               | 18               | 3                | 1                | 1                | 1                | 14               | 23               | 33               |                  |
| Середньомісячна швидкість вітру, м/с          | 1.58             | 2.17             | 2.70             | 3.07             | 2.91             | 2.86             | 2.97             | 2.80             | 2.44             | 2.12             | 1.82             | 1.66             |                  |
| Середньомісячна сонячна радіація, кДж/м²·день | 9460             | 12199            | 14660            | 18314            | 22244            | 26190            | 25676            | 23641            | 20033            | 14912            | 11060            | 8980             |                  |
| --------------------------------------------- | ---------------- | ---------------- | ---------------- | ---------------- | ---------------- | ---------------- | ---------------- | ---------------- | ---------------- | ---------------- | ---------------- | ---------------- | ---------------- |
| Джерело:                                      |                  |                  |                  |                  |                  |                  |                  |                  |                  |                  |                  |                  |                  |